# Fripassagerare

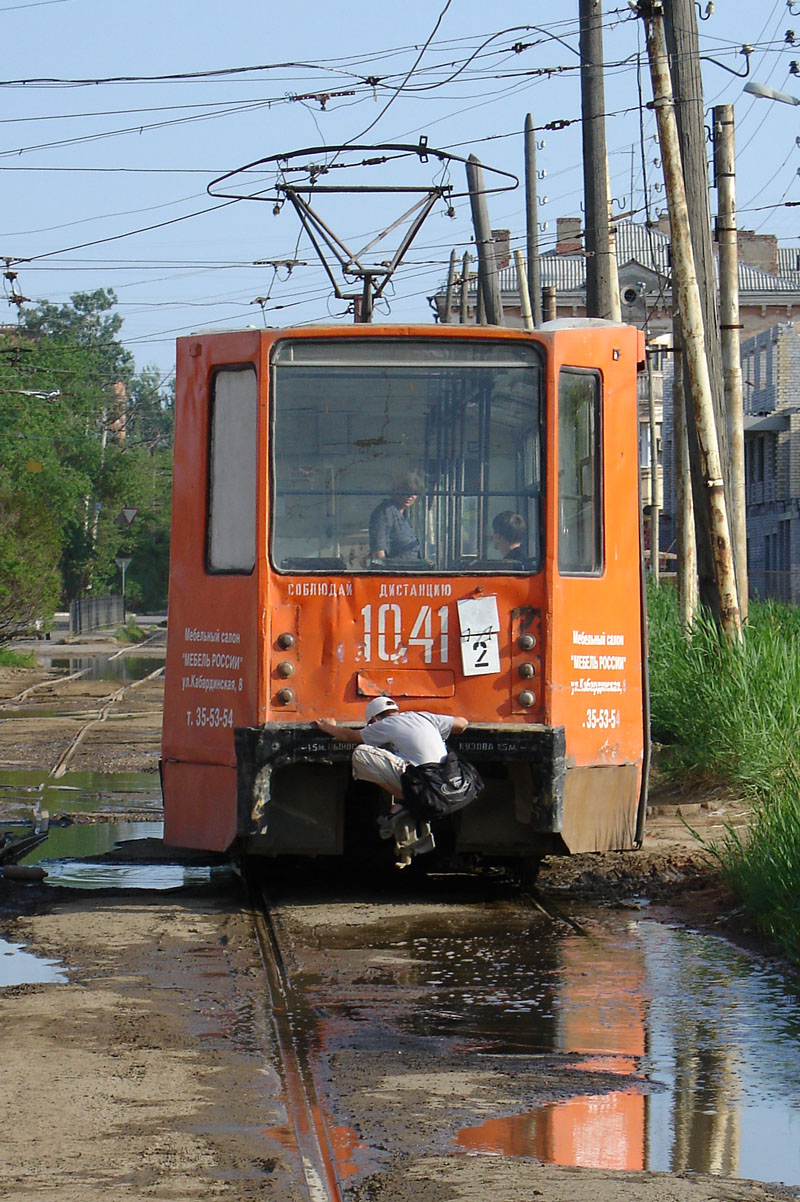
En fripassagerare hänger sig fast på baksidan av en spårvagn.

Fripassagerare är någon som obemärkt tar sig ombord på en farkost utan att betala.

## Inom trafikflyget
Inom trafikflyget händer det att fripassagerare gömmer sig i landställens utrymme innan start för att däri åka med till destinationen. Detta slutar i tre fall av fyra med fripassagerarens död. De fripassagerare som undviker att krossas av landstället då det fälls in riskerar senare akut syrebrist eftersom trafikflygets marschöjd är över den höjd människor kan inandas tillräckligt med syre. Köld och syrebrist kan leda till göra att denne förlorar medvetandet och sedan ramlar av flygplanet då landstället fälls ut. Huvuddelen av fripassagerare utgörs av desperata individer (nästan alla män) som reser ifrån utvecklingsländer till Europa eller Nordamerika.

## I fackpolitisk bemärkelse
Fripassagerare kallas generellt även bildligt de individer som åtnjuter fördelarna av någon, ofta kollektiv, nyttighet utan att själva bidra till att nyttigheten kan fortsätta finnas. Ett exempelområde är fackföreningar, där icke organiserade arbetare får del av kollektivavtal och löneförhandlingar utan att stödja organisationen. Det går att undvika fripassagerare på flera olika sätt. Inom fackföreningsområdet kan man erbjuda sina medlemmar fördelar som icke-medlemmar inte har tillgång till.

## Tryckeribranschen
Fripassagerare är en benämning på ett eller flera lösa sidor som bladas in i tidskrifter och följer med till slutkunden utan att det kostar extra i distributionskostnader. Det kan handla om reklamblad, erbjudande, faktura eller en rättelse.